# Українська академія друкарства
Украї́нська акаде́мія друка́рства (до 1994 року — Український поліграфічний інститут імені Івана Федорова) — єдиний в Україні автономний заклад вищої освіти, який готує фахівців з медійних технологій та поліграфії. За свою 85-річну історію вона випустила десятки тисяч висококваліфікованих спеціалістів, які сьогодні формують інформаційний простір держави, працюючи у видавництвах, друкарнях, засобах масової інформації, поліграфічних підприємствах, книгарнях, рекламних організаціях,  машинобудівних підприємствах, науково-дослідних установах.
Академія готує фахівців із 20 спеціальностей за освітньо-кваліфікаційними рівнями молодший спеціаліст, бакалавр та магістр. Нині в академії навчається 6600 студентів усіх форм навчання. На 20 кафедрах працюють і ведуть плідну наукову роботу понад 200 професорів, докторів наук, доцентів, кандидатів наук. Вони докладають усіх зусиль, передаючи студентам знання і свій професійний та життєвий досвід, щоб виплекати ерудованих професіоналів, справжніх патріотів і громадян, які свідомо працюватимуть для розвитку українського книговидання.
Як член Міжнародної асоціації поліграфічних навчальних закладів ВНЗ академія бере участь у створенні єдиного європейського освітянського простору підготовки фахівців для видавництв та поліграфії, тісно співпрацює з провідними навчальними закладами та поліграфічними підприємствами європейських країн. Академія підтримує тісні зв'язки з такими навчальними закладами: Оксфорд-Брукс університет, Лейпцизький і Берзький університети, Варшавська політехніка, Московський державний університет друку, укладено угоди про співпрацю із фірмами «Гейдельберг», «Ман-Роланд», «Адаст», «Колбус».
За багаторічну інноваційну педагогічну діяльність щодо модернізації освіти Українській академії друкарства присвоєно Почесне звання «Лідер сучасної освіти».

## Історія

### Передісторія
Підготовка фахівців для друкарської справи в Україні була розпочата 1903 року в Школі друкарського мистецтва, яку в Києві заснував Стефан Кульженко.
1917 року в Києві була створена Українська академія мистецтв — перший в історії України вищий художній навчальний заклад, до складу якого входила графічна майстерня.
1922 року академію реорганізували у Київський інститут пластичних мистецтв, а 1923 року був створений Київський художній інститут (нині Національна академія образотворчого мистецтва і архітектури) шляхом об'єднання Київського інституту пластичних мистецтв та Київського архітектурного інституту. Цього ж року в Київському художньому інституті був створений поліграфічний факультет шляхом об'єднання графічного відділу інституту зі Школою друкарського мистецтва, на який було зараховано 50 студентів, що навчалися за трьома спеціалізаціями: книжковий і газетний друк, кольоровий друк і друк естампів та ілюстрованих журналів. Очолив факультет відомий художник, професор А. Х. Середа. Водночас були створені поліграфічні факультети в художніх інститутах Харкова, Одеси, Москви та Ленінграда.

### Харківський період
Українська академія друкарства — спадкоємниця й правонаступниця Українського поліграфічного інституту імені Івана Федорова, створеного шляхом об'єднання Київського, Харківського та Одеського поліграфічних факультетів, історія якого розпочинається в далекому 1930 році. Тоді ж у містах Одесі, Дніпропетровську, Києві, Харкові невеличкі групи по 25-30 робітників навчались на спеціальних підготовчих курсах до вступу в інститут. Вони, як писала багатотиражка інституту, за три місяці повинні були опанувати те, що зазвичай опановують три роки. Заняття в інституті 1 жовтня 1930 року розпочали 164 студенти, майже усі — робітники з великим виробничим стажем та досвідом громадсько-господарської роботи.
Інститут було урочисто відкрито 2 грудня 1930 року в місті Харкові. Молоді робітники, які стали студентами інституту, одержали завдання «озброюватися наукою, знаннями, набувати умінь, щоб за найближчий час повернутися на виробництво досвідченими фахівцями». З першого ж дня перед інститутом як вищою навчально-науковою установою постало завдання всіляко допомагати поліграфічним підприємствам у впровадженні нової техніки, надавати консультації винахідникам, сприяти ефективній організації виробничих процесів.
Одночасно зі створенням інституту була відкрита аспірантура для підготовки наукових кадрів поліграфії. Тоді ж першу групу аспірантів, серед яких Л. А. Козаровицький, С. В. Воєца, М. Г. Кулага, Г. М. Пустовійт, прийнято на науково-дослідну кафедру Українського поліграфічного інституту.
У 1932 році для інституту збудовано новий корпус, тоді ж на базі поліграфічного інституту відкрито Український навчальний поліграфічний комбінат (якому пізніше було присвоєно ім'я М. А. Скрипника), що складався з інженерно-технологічного, інженерно-економічного та художньо-конструкторського факультетів. Окрім того, у систему комбінату на правах факультетів входили технікум, денний та вечірній робітничі факультети в Харкові, вечірній робітфак у Києві. Директором комбінату призначено А. О. Барга.
Організатори інституту зіткнулися з великими труднощами при формуванні професорсько-викладацького складу. В країні не було спеціальної вищої поліграфічної школи. До читання лекцій і проведення практичних занять з фахових дисциплін залучено групу висококваліфікованих робітників, що мали досвід адміністративно-керівної роботи в поліграфії. Серед них варто назвати А. М. Соколова та Н. В. Самокатова. Разом з тим до читання лекцій були запрошені висококваліфіковані спеціалісти В. І. Касіян, А. Х. Середа, Л. Г. Леневич, а також молоді талановиті спеціалісти А. М. Левін, С. В. Воєца, Б. Г. Куслицький, Г. А. Львовський, М. Г. Кулага та інші. Запрошувалися для читання лекцій також провідні фахівці з Москви. Поряд із вдосконаленням навчально-методичної роботи викладачі УПІ розпочинають наукові дослідження у галузі техніки, технології і економіки поліграфічного виробництва.
Поступово Харків перетворився на центр поліграфічної галузевої науки, що супроводжувала виробництво, яке активно модернізувалося у 30-ті роки XX століття. До початку Другої світової війни УПІ підготував близько 400 спеціалістів вищої кваліфікації. Ці випускники взяли найактивнішу участь у становленні поліграфічної індустрії. Вони були першопрохідцями на науковій і педагогічній нивах поліграфічної вищої школи.
Восени 1941 року робота УПІ у Харкові була припинена. Після звільнення Харкова відновлення діяльності інституту відбувалось у складних умовах, у 1944—1945 навчальному році в інституті навчалось 82 студенти. 1945 року заклад було переведено до Львова.

### Львівський період
У Львові був створений новий поліграфічний інститут — продовжувач традицій УПІ харківського періоду. 1945 року інститут випустив сім інженерів-технологів і п'ять інженерів-економістів. Перші випускники, як і більшість викладачів, — демобілізовані солдати й офіцери.
У 1945—1946 навчальному році інститут діяв у складі трьох факультетів: інженерно-технологічного, інженерно-економічного та редакційно-видавничого, мав дванадцять кафедр, дві лабораторії (хімії і високого друку) та чотири навчальних кабінети. У лабораторії високого друку були плоскодрукарська, тигельна і різальна машини, три каси-реали та невелика кількість друкарського шрифту. З Харкова до Львова привезено всього 2000 книг. Це те, що залишилося від бібліотеки інституту в Харкові.
У 1948—1949 навчальному році розпочато підготовку зі спеціальності «Редагування політичної і художньої літератури».
У серпні 1948 року в інституті створено механічний факультет і розпочато підготовку інженерів-механіків для поліграфічних підприємств. Того ж року в інституті започатковано студентські науково-технічні конференції, що регулярно відбуваються дотепер.
1949 року в зв'язку із 375-річчям українського книгодрукування інституту було присвоєно ім'я Івана Федорова.
У 1953 році було здійснено часткову реорганізацію підготовки спеціалістів в інституті: відділення редагування передано Львівському державному університету ім. І. Франка, а відділення оформлення друкованої продукції — технологічному факультету інституту. Передача відділення редагування поклала початок діяльності факультету журналістики в ЛДУ ім. І. Франка.
1 вересня 1960 року при інституті у Львові був створений загальнотехнічний факультет. Першим його деканом було призначено А. В. Золотухіна, який одночасно очолював заочний факультет.
З 1960 року в інституті на громадських засадах діяло відділення підвищення кваліфікації, яке 1962 року реорганізовано у постійне. Першим його завідувачем був Б. О. Ворохобін.
У 1962 році створено загальнотехнічний факультет УПІ ім. Івана Федорова у Хмельницькому, де розпочались заняття на трьох курсах вечірнього та заочного відділень. З метою організаційно-методичного зміцнення факультету в січні 1966 року він був реорганізований у філіал поліграфічного інституту. Тут створюється новий факультет — механічний. У жовтні 1967 року на базі цього філіалу створено Хмельницький технологічний інститут побутового обслуговування населення (тепер — Хмельницький національний університет), деканом, а потім директором якого був С. М. Ганжуров.
1965 року відновив роботу інженерно-економічний факультет, деканом якого було призначено Р. М. Машталіра.
У 1970-1980-х роках під керівництвом професорів Б. В. Коваленка, К. В. Тіра, Ю. К. Мазуренка, Р. М. Машталіра, доцента Ю. С. Віксмана та професора Ю. О. Барнича були створені наукові школи, що зробили вагомий внесок у розвиток вітчизняної і світової науки.

### Україна
У 1991 році перестав існувати Радянський Союз та було проголошено незалежну Українську державу. Час вимагав певних змін — ліквідовувались одні та створювались інші кафедри, окремі гуманітарні дисципліни вилучались з навчального плану і замінювалися новими. Поряд із змінами в організації навчального процесу докорінно змінюється і технологія поліграфічного виробництва, що вимагало створення нових спеціальностей і поновлення матеріальної бази інституту. Вводяться нові дисципліни, для яких необхідно було готувати методичне забезпечення. Виникають нові напрями підготовки спеціалістів: «Видавничо-поліграфічна справа», «Маркетинг», «Інженерна механіка», «Облік і аудит», «Товарознавство», «Електронні видання» та інші.
Зміни напрямів підготовки спеціалістів викликали реформування структурних підрозділів. На базі факультету поліграфічної технології створено факультет видавничо-поліграфічної інформаційної технології, механічний факультет реформується у факультет комп'ютерної поліграфічної інженерії, економічний факультет стає факультетом економіки і організації книжкової справи. На комерційній основі в інституті працює факультет перепідготовки і підвищення кваліфікації, створений на базі факультету підвищення кваліфікації керівних працівників та спеціалістів видавництв, поліграфії та книжкової торгівлі. Створено нові кафедри: охорони праці та екології, прикладної математики, суспільно-гуманітарних наук. У 1993 році в інституті відкрито докторантуру зі спеціальності 05.02.15 «Машини, агрегати і процеси поліграфічного виробництва».
У 1994 році Український поліграфічний інститут імені Івана Федорова перейменовано на Українську академію друкарства. Тоді ж Державна акредитаційна комісія присвоїла академії найвищий — IV рівень акредитації.
1997 року Львівський поліграфічний технікум став структурним підрозділом Української академії друкарства. На альтернативній основі директором технікуму обрано Богдана Васильовича Дурняка. 2000 року на пропозицію Кабінету Міністрів Автономної Республіки Крим у Сімферополі відкривається навчально-консультаційний центр академії. Керівником Кримського навчально-консультаційного центру було призначено Івана Івановича Турського.
2002 року постановою Кабінету Міністрів України до переліку напрямів та спеціальностей, за якими здійснюється підготовка фахівців у вищих навчальних закладах за відповідними освітньо-кваліфікаційними рівнями, було внесено напрям підготовки «Видавничо-поліграфічна справа».
Українська академія друкарства успішно пройшла акредитацію та ліцензування за найвищим IV рівнем. Сьогодні до складу академії входять 5 факультетів денної та заочної форм навчання, Кримський інститут інформаційно-поліграфічних технологій, Поліграфічний коледж, підготовче відділення, видавництво «Українська академія друкарства», відділ інформаційного забезпечення, науково-дослідна частина з відповідними науковими лабораторіями та відділом аспірантури і докторантури, спеціалізована вчена рада з захисту кандидатських і докторських дисертацій, відділ міжнародних зв'язків, навчально-виробничо-експериментальна друкарня, навчально-демонстраційний центр фірми «Гейдельберг» та інші структурні підрозділи.

## Академія сьогодні
Академія готує фахівців освітньо-кваліфікаційних рівнів: молодший спеціаліст, бакалавр, магістр з 15 спеціальностей. З 2002 року введено новий напрям підготовки «Видавничо-поліграфічна справа». Академія визначена як базова щодо розроблення галузевих стандартів вищої освіти цього напряму.
Загальний ліцензований обсяг прийому в УАД становить 5080 студентів, у тому числі 2860 студентів денної та 2220 студентів заочної форм навчання.
Академія бере участь в міжнародних проектах, які фінансувалися програмами Tempus Tacis, «Відродження», «Гармонія». Стажування викладачів за кордоном здійснювалося за рахунок програми DAAD, стипендії Фулбрайта та інших фондів.
До структури академії належать: 5 факультетів з 20 кафедрами; Кримський інститут інформаційно-поліграфічних технологій; коледж; підготовче відділення; обчислювальний центр; навчальний відділ; видавництво; науково-дослідна частина з відповідними науковими лабораторіями та відділом аспірантури і докторантури; спеціалізована вчена рада з захисту кандидатських і докторських дисертацій; відділ міжнародних зв'язків, навчально-виробничо-експериментальна друкарня.
Необхідність вирішення питань, важливих для успішного функціонування і розвитку сучасних напрямів діяльності академії, зумовили реорганізацію Кримського навчально-консультаційного центру в Кримський інститут інформаційно-поліграфічних технологій, було також створено видавництво.
Започатковано роботу відділу міжнародних зв'язків, відділу маркетингу і комплектації, а в 2004 році з метою підвищення ефективності навчально-виробничого процесу, якісної практичної підготовки кадрів на базі навчально-виробничих майстерень академії та технікуму створена єдина навчально-виробничо-експериментальна друкарня академії.
При академії діє навчально-демонстраційний центр фірми «Гейдельберг». У 2004 році цьому центру були виділені та підготовлені для експлуатації нові приміщення у зв'язку з отриманням ним нової сучасної поліграфічної техніки для навчально-виробничого процесу в УАД.
За багаторічну інноваційну педагогічну діяльність щодо модернізації освіти Українській академії друкарства 2006 року було присвоєно звання «Лідер сучасної освіти».
З 25 травня 2011 року формується філіал кафедри машин і технологій пакування на базі ТзОВ «ВД „Укрпол“».
Рішенням Кабінету Міністрів України від 2 квітня 2024 року Українську академію друкарства приєднано до Національного університету «Львівська політехніка». Про це рішення повідомив міністр освіти та науки України Оксен Лісовий. Зі слів Лісового, у політехніці сформують окремий факультет з назвою — УАД, де продовжать освітню і наукову діяльність академії. Натомість її непрофільні програми гармонізують зі схожими програмами, які є у Львівській політехніці. Студенти, які вже розпочали навчання в академії, продовжать його за обраними спеціальностями та освітніми програмами у політехніці зі збереженням всіх попередніх умов (форма фінансування, сума контракту/бюджетне місце).
Кабінет Міністрів України у квітні 2024 ухвалив приєднати Українську Академію друкарства до НУ "Львівська Політехніка" на правах факультету.

## Структура

### Загальна структура
Структура у розрізі підрозділів:
- Кримський інститут інформаційно-поліграфічних технологій (м.Сімферополь, вул. Севастопольська, 62а, www.kiipt.crimea.ua)
- Факультет видавничо-поліграфічної та інформаційної технології (вул. Підголоско, 19, ауд. 234)
- Факультет медіакомунікацій та підприємництва (вул. Підголоско, 19, ауд. 313)
- Факультет комп'ютерно-поліграфічної інженерії (вул. Підголоско, 19, ауд. 219)
- Факультет дистанційної форми навчання (заочний) (вул. Підвальна, 17, ауд. 30)
- Факультет перепідготовки та підвищення кваліфікації (вул. Підвальна, 17, ауд. 37)
- Підготовче відділення (вул. Підголоско, 19, ауд. 218)
- Львівський поліграфічний коледж (площа Митна, 1, ауд. 3)
- Відділ по роботі з іноземними фірмами та вишами
- Відділ по роботі з іноземними студентами
- Науково-технічна бібліотека
- Видавництво
- Навчально-виробничо-експериментальна друкарня
- Навчально-демонстраційний центр фірми «Гейдельберг»
- Освітній центр Autodesk

### Навчальні корпуси
Структура у розрізі навчальних корпусів:
- Головний — на вул. Під Голоском, 19, в якому розміщені адміністративна частина УАД, Факультет видавничо-поліграфічної та інформаційної технології, Факультет медіакомунікацій та підприємництва, Факультет комп'ютерної поліграфічної інженерії, Управління міжнародних зв'язків, Підготовче відділення;
- Навчальний корпус #2 — на вулиці Підвальній, 17, в якому розміщені Заочний факультет, Факультет перепідготовки та підвищення кваліфікації;
- навчальний корпус № 2 на вулиці Коцюбинського, 21, в якому розміщені кафедри Факультету комп'ютерної поліграфічної інженерії;
- Навчальний корпус на вулиці Личаківська, 3, в якому розміщені кафедри Факультету видавничо-поліграфічної та інформаційної технології;
- Навчальний корпус Львівського поліграфічного коледжу Української академії друкарства — на площі Митній, 1.

### Факультет комп'ютерної поліграфічної інженерії
Напрями і спеціальності:
- Прикладна механіка
  - Комп'ютеризовані комплекси пакувального виробництва
- Галузеве машинобудування
  - Комп'ютеризовані комплекси поліграфічного виробництва
- Автоматизація та комп'ютерно-інтегровані технології
  - Автоматизоване управління технологічними процесами
  - Комп'ютерно-інтегровані технологічні процеси і виробництва

### Факультет видавничо-поліграфічної, інформаційної технології
Напрями і спеціальності:
- Видавництво та поліграфія
  - Поліграфічні медійні технології
  - Комп'ютеризовані поліграфічні технології виготовлення паковань
  - Комп'ютеризовані технології та системи видавничо-поліграфічних виробництв
  - Технології електронних мультимедійних видань
  - Експертиза матеріалів видавничо-поліграфічних виробництв
- Дизайн
  - Графічний дизайн
  - Дизайн анімації та мультимедія
  - Дизайн авторської книги

- Образотворче мистецтво, декоративне мистецтво
  - Мистецтво книги, конструювання та художнє оформлення видань
  - Станкова графіка
  - Консервація та реставрація паперу, видань і творів мистецтва на паперовій основі
- Комп'ютерні науки
- Інформаційні системи та технології

### Факультет медіакомунікацій та підприємництва
Напрями і спеціальності:
- Журналістика
  - Видавнича справа та медіакомунікації
  - Реклама та зв'язки з громадськістю
- Менеджмент
  - Управління фінансово-економічною безпекою
- Облік і оподаткування
- Маркетинг
- Інформаційна, бібліотечна та архівна справа
  - Документознавство та інформаційна діяльність
  - Бібліотечна та книжкова справа
- Підприємництво, торгівля та біржова діяльність

## Кафедри
| - Кафедра підприємництва та маркетингу - Кафедра фінансово-економічної безпеки, обліку і оподаткування - Кафедра медіакомунікацій - Кафедра інформаційної, бібліотечної та книжкової справи - Кафедра іноземних мов - Кафедра суспільно-гуманітарних наук - Кафедра медіатехнологій та видавничо-графічних систем - Кафедра поліграфічних медійних технологій і паковань - Кафедра інформаційних мультимедійних технологій - Кафедра поліграфічного матеріалознавства і хімії - Кафедра книжкової та станкової графіки - Кафедра графічного дизайну та мистецтва книги - Кафедра комп'ютерних наук та інформаційних технологій [Архівовано 23 листопада 2020 у Wayback Machine.] - Кафедра комп'ютеризованих комплексів поліграфічного та пакувального виробництв - Кафедра автоматизації та комп'ютерних технологій - Кафедра інженерної механіки - Кафедра математики і фізики - Кафедра фізичного виховання |

## Видання
- Поліграфія і видавнича справа,
- Квалілогія книги,
- Комп'ютерні технології друкарства,
- Наукові записки.
- Газета «Поліграфіст»

## Відомі люди

### Ректори
- 1945–1952 — С. Ю. Келлер
- 1952–1973 — В. Г. Шпіца
- 1973–1989 — Г. Д. Толстой
- 1989–2003 — C. М. Гунько
- 2003 — Б. В. Дурняк

### Професори
Див. також: Категорія:Науковці Української академії друкарства
- Афанасьєва Олеся Юрій-Юстинівна
- Гавенко Світлана Федорівна
- Гірняк Олег Михайлович
- Голод Ігор Васильович
- Гунько Степан Миколайович
- Дурняк Богдан Васильович
- Дідич Володимир Петрович
- Зачепа Андрій Михайлович
- Зелінська Надія Віталіївна
- Красівський Орест Якубович
- Кузнецов Владислав Олександрович
- Куслицький Август Борисович
- Лазаренко Едуард Тимофійович
- Луцків Микола Михайлович
- Маїк Володимир Зіновійович
- Мазуренко Юлій Петрович
- Мервінський Роман Іванович
- Огірко Ігор Васильович
- Овсяк Володимир Казимирович
- Палига Євген Миколайович
- Пасічник Михайло Степанович
- Пасіка В'ячеслав Романович
- Пашуля Петро Лук'янович
- Піча Володимир Маркович
- Полюдов Олександр Миколайович
- Регей Іван Іванович
- Серажим Катерина Степанівна
- Сеньківський Всеволод Миколайович
- Старовойт Микола Васильович
- Стецьків Остап Петрович
- Тір Костянтин Вадимович
- Тимченко Олександр Володимирович
- Топольницький Петро Володимирович
- Фуртак Святослав Петрович
- Холод Зіновія Михайлівна
- Чехман Ярослав Іванович
- Шахбазов Яков Олександрович
- Шибанов Володимир Вікторович
- Широков Володимир Володимирович

### Доценти
- Грималюк Ростислава Михайлівна
- Жуковський Василь Ярославович
- Комаров Сергій Михайлович
- Кукура Валентина Валентинівна
- Кукура Юрій Андрійович
- Лаптєв Валерій Олексійович
- Манько Олексій Васильович
- Сава Василь Іванович
- Стасенко Володимир
- Романюк-Огірко Олександра Петрівна
- Ропецький Володимир Адамович
- Стельмащук Степан Григорович
- Токарчик Зіновія Григорівна
- Хамула Орест Григорович
- Яхимович Юрій Петрович
- Осів Петро Миколайович
- Ющик Олег Володимирович
- Юр'єв Флоріан Ілліч

### Видатні випускники
Див. також: Категорія:Випускники Української академії друкарства
- Аксінін Олександр Дмитрович (1949—1985) — художник-графік, навчався протягом 1967—1972 років.
- Андрухович Юрій Ігорович — поет, прозаїк, перекладач, есеїст. Закінчив навчання в закладі 1982 року.
- Андрієвська Лариса — перекладачка, журналістка, редактор.
- Вороновський Юліан — єпарх Самбірсько-Дрогобицької єпархії.
- Бойчишин Михайло Іллярович — український політик, один з провідних діячів Народного руху України.
- Бірюков Юрій Іванович — художник-оформлювач.
- Будник Андрій Вікторович — художник-графік, плакатист. Заслужений художник України.
- Гаврилюк Іван Михайлович — художник-графік, ілюстратор, живописець. Член НСХУ.
- Грищук Іван Петрович — художник-графік, живописець.
- Залевський  Микола Рахмілович — український і американський художник, лауреат міжнародних конкурсів
- Данильчук Василь Павлович — художник-графік, оформлювач та ілюстратор книжок.
- Запаско Яким Прохорович — мистецтвознавець, доктор мистецтвознавства, академік АН Вищої школи України, почесний академік Академії мистецтв України. Заслужений працівник освіти України. Лауреат премії Президії НАНУ ім. І Я. Франка. Член Міжнародної асоціації дослідників кириличної книги в Оксфорді. Дійсний член НТШ.
- Іванов Сергій Ілліч — український графік і живописець. Заслужений художник України.
- Івлієв Валентин Іванович — графік, живописець.
- Ковальчук Вікторія Володимирівна — художник-графік і літератор. Навчалася в 1972—1978 роках.
- Крислач Іван Михайлович — художник-графік, Заслужений художник України.
- Кузьменко Віктор Васильович — художник-графік.
- Куць Ярослав — шрифтовик.
- Кірич Едуард Ілліч — художник анімаційних фільмів. Народний художник України, Лауреат Державної премії УРСР ім. Т. Г. Шевченка.
- Лазаренко Едуард Тимофійович — український вчений. Заслужений діяч науки і техніки України.
- Мірошниченко Микола — скульптор, живописець. Заслужений художник України.
- Мисик Олег Іванович — український дипломат. Надзвичайний і Повноважний Посланник другого класу. Генеральний консул України в Бресті.
- Партико Зіновій Васильович — доктор філологічних наук (2005), професор (2008).
- Пшінка Микола Сергійович — художник-графік. Народний художник України.
- Сава Василь Іванович — художник книги.
- Саноцька Христина-Олена Іванівна — мистецтвознавець, педагог, музейник. Заслужений діяч мистецтв України.
- Ситник Петро Федорович — художник-графік.
- Стасенко Володимир — художник, мистецтвознавець.
- Стась Анатолій Олексійович — український письменник.
- Стратилат Микола — художник-графік. Заслужений художник України.
- Ткаченко Владислав Михайлович — український сценарист.
- Удін Євген — художник-графік. Заслужений художник України
- Фірцак Борис Васильович — український живописець, сценограф.
- Фінклер Юрій — доктор філологічних наук (2004), кандидат соціологічних наук (1998), професор (2013).
- Храпов Сергій Юрійович — художник-графік.
- Хоменко Василь Йосипович — художник-графік.
- Юрчишин Володимир Іванович — художник-графік. Лауреат Державної премії УРСР ім. Т. Шевченка.
- Яроменок Юрій Іванович — художник-графік. Заслужений художник УРСР.

## Нагороди та репутація
- Центр міжнародних проектів «Євроосвіта» [Архівовано 20 серпня 2014 у Wayback Machine.]